# Marcel Nilles
Marcel Nilles est un boxeur français né dans le 1er arrondissement de Paris le 9 janvier 1894 et mort en 1956.

## Carrière
Passé professionnel en 1919, il devient champion de France des poids lourds en 1921. Battu le 6 mai 1923 par Georges Carpentier, il poursuit sa carrière de boxeur professionnel jusqu'en 1934.

## Référence
1. ↑  Archives en ligne de Paris 1er, année 1894, acte de naissance no 28, cote V4E 8026, vue 10/28 (sans mention marginale de décès)
2. ↑  (en) 1923-05-06 : Georges Carpentier beat Marcel Nilles by KO in round 8 of 15 (boxrec.com)